# 矢部氏
矢部氏（やべし）は、日本の氏族のひとつ。

## 矢部氏（横山党）
武蔵七党の一つである横山党の一族。現在の相模原市周辺を拠点（矢部城）としていた。和田合戦で宗家とともに討たれたが、1303年（乾元2年）に追善供養されている。

## 因幡矢部氏
因幡国八東郡（現在の鳥取県八頭郡）若桜鬼ヶ城を拠点とする国人領主の一族。入江氏支流。
伝承によれば矢部氏は元々、駿河国有度郡矢部村（現在の静岡市清水区）の地頭であったといい、正治2年（1200年）、梶原景時一族を討ち取った功績で矢部十郎暉種が因幡国八東郡山田村外20か村を与えられて入部した。

### 鎌倉時代
元応元年（1319年）10月4日の「東福寺文書」によればこの日、六波羅探題は矢部七郎らに東福寺領古海郷（現在の鳥取市古海）の保全を命じた。これが矢部氏の史料的初見であり、この時点で有力な国人に成長していたと言われる。

### 南北朝時代
建武2年（1335年）、足利尊氏が後醍醐天皇側に対して背くと、矢部氏は波多野氏などと尊氏側にくみした。その後、尊氏方の山名時氏が守護に任じられると他の国人と共にこれに従った。
この他にも、暦応3年（1340年）には矢部綸綱による因幡国千土師郷（現在の八頭郡智頭町）の押領が確認されるほか、法美郡富木郷にも所領があったことがわかっている。

### 室町時代
室町時代の末期にかけて矢部氏は幕府奉公衆の地位を獲得、応仁の乱が始まると山名軍の一翼を担って参陣した。
当時の当主・矢部定利は文明元年（1469年）に高僧・天隠龍沢を若桜へ迎え、文明13年（1481年）には伊勢貞宗と対面、「宗」の字を与えられて「宗定」と改名するなど中央と積極的に交流した。一方で文明11年（1479年）に起こった「毛利次郎の乱」に加わり、因幡毛利氏と徒党を組んで山名氏に対抗、自立する動きも見せた。長享元年（1489年）、毛利次郎の乱が再び起こると宗定（定利）は山名政実を擁立、毛利貞元と再び徒党を組んで山名豊時と対抗したが、延徳元年（1489年）11月、豊時軍に囲まれた宗定らは若桜の矢部館において自刃した。
この毛利次郎の乱に関して延徳元年9月に徳丸河原合戦が引き起こされた際、矢部氏の庶流である北川氏が離反、矢部氏らの敗北を招いた。北川氏はこの後、山名氏の家臣として重用された。

### 戦国時代から安土桃山時代
永禄初年を目安に矢部氏は本家筋が復活、次郎の乱から続く因幡毛利氏との親密な関係を基に但馬山名氏に反抗、度々、南因幡周辺で合戦を行った。また、矢部氏は天文年間に因幡毛利本家が山崎毛利氏を謀略を以って滅亡させたときにもこれに加担している。
永禄12年（1569年）5月、尼子勝久、山中幸盛が尼子再興を目指して挙兵、若桜方面より因幡へ侵攻した。矢部氏はこの時、尼子氏にくみして鬼ヶ城へ一部、尼子軍を駐屯させ、同年11月には毛利信濃守らと鳥取城の武田高信を攻撃した。
天正年間になり吉川元春が因幡に進出すると矢部氏はこれに従った。天正2年（1574年）、毛利氏が因幡から退くと尼子氏は再び侵入、天正3年（1575年）6月、播磨国に近い若桜を目につけた山中幸盛は謀略をもって城主の矢部氏を生け捕り、落城させた。この時をもって矢部氏は滅亡したといわれており、後に若桜周辺に帰農したと考えられている。

## 駿河矢部氏
室町時代には今川氏の被官となった。今川範政の死後は範忠支持に回ったが、次々代では小鹿範満を支持したため討伐された伝承が草薙の首塚稲荷神社に残る。
その後、今川氏真の家臣・矢部定則が有度郡矢部村に定住して矢部を名乗るようになる。息子の定清の代より徳川氏に仕え、旗本となった。藤原氏良門流、堤中納言兼輔の後裔と称す。子孫に矢部定謙がいる。